# Kalat al-Dżaras
Kalat al-Dżaras (arab. قلعة الجراص) – wieś w Syrii, w muhafazie Hama. W 2004 roku liczyła 776 mieszkańców.